# اوکابنا (مینه‌سوتا)
اوکابنا، مینه‌سوتا (به انگلیسی: Okabena, Minnesota) یک شهر در ایالات متحده آمریکا است که در شهرستان جکسون واقع شده‌است.

## خصوصیات
اوکابنا ۰٫۵۴ کیلومترمربع مساحت و ۱۸۸ نفر جمعیت دارد و ۴۳۳ متر بالاتر از سطح دریا واقع شده‌است.